# Djalminha
Djalma Dias Feitosa (Santos, 9 december 1970), ook wel kortweg Djalminha genoemd, is een voormalig Braziliaanse voetballer.

## Carrière
Djalminha speelde tussen 1989 en 2005 voor Flamengo, Guarani, Shimizu S-Pulse, Palmeiras, Deportivo La Coruña, Austria Wien en América.

## Braziliaans voetbalelftal
Djalminha debuteerde in 1996 in het Braziliaans nationaal elftal en speelde 14 interlands, waarin hij 5 keer scoorde.
1 Taffarel ·
2 Cafú ·
3 Aldair ·
4 Márcio Santos ·
5 Mauro Silva ·
6 Roberto Carlos ·
7 Giovanni ·
8 Dunga  · 
9 Ronaldo ·
10 Leonardo ·
11 Romário ·
12 Carlos Germano ·
13 Djalminha ·
14 Zé Maria ·
15 Célio Silva ·
16 Gonçalves ·
17 Zé Roberto ·
18 César Sampaio ·
19 Flávio Conceição ·
20 Denílson ·
21 Edmundo ·
22 Paulo Nunes ·
Coach: Zagallo